# Allemagne de l'Ouest aux Jeux olympiques d'hiver de 1976
L'équipe d'Allemagne de l'Ouest a participé aux Jeux olympiques d'hiver de 1976 à Innsbruck. 
Les athlètes ouest-allemands ont remporté 10 médailles (dont 2 d'or).

## Liste des médaillés
| Sport                  | Discipline          | Athlète(s) |
| Médaille d'or : 2      |                     | |
| Ski alpin              | Descente femmes     | Rosi Mittermaier |
| Ski alpin              | Slalom femmes       | Rosi Mittermaier |
| Médaille d'argent : 5  |                     | |
| Bobsleigh              | Bob à deux hommes   | Wolfgang Zimmerer Manfred Schumann |
| Combiné nordique       | Individuel hommes   | Urban Hettich |
| Luge                   | Simple hommes       | Josef Fendt |
| Luge                   | Double hommes       | Hans Brandner et Balthasar Schwarm |
| Ski alpin              | Géant femmes        | Rosi Mittermaier |
| Médaille de bronze : 3 |                     | |
| Bobsleigh              | Bob à quatre hommes | Wolfgang Zimmerer Peter Utzschneider Bodo Bittner Manfred Schumann |
| Luge                   | Simple femmes       | Elisabeth Demleitner |
| Hockey sur glace       | Tournoi masculin    | Lorenz Funk Ernst Köpf Alois Schloder Rudolf Thanner Josef Völk Anton Kehle Erich Kühnhackl Rainer Philipp Klaus Auhuber Ignaz Berndaner Wolfgang Boos Martin Hinterstocker Udo Kießling Walter Köberle Stefan Metz Franz Reindl Ferenc Vozar Erich Weishaupt |

| Sport            | Médaille d'or, Jeux olympiques | Médaille d'argent, Jeux olympiques | Médaille de bronze, Jeux olympiques | Total |
| ---------------- | ------------------------------ | ---------------------------------- | ----------------------------------- | ----- |
| Ski alpin        | 2                              | 1                                  | 0                                   | 3     |
| Luge             | 0                              | 2                                  | 1                                   | 3     |
| Bobsleigh        | 0                              | 1                                  | 1                                   | 2     |
| Combiné nordique | 0                              | 1                                  | 0                                   | 1     |
| Hockey sur glace | 0                              | 0                                  | 1                                   | 1     |
| Total            | 2                              | 5                                  | 3                                   | 10    |